# Kōji Gushiken
Kōji Gushiken (jap. 具志堅幸司 Gushiken Kōji;  ur. 12 listopada 1956 w Osace) – japoński gimnastyk. Pięciokrotny medalista olimpijski z Los Angeles.
Podczas IO 84 zdobył pięć medali, m.in. zwyciężając w najbardziej prestiżowej konkurencji gimnastycznej – wieloboju. Warto jednak pamiętać, że w olimpiadzie nie wzięli udziału sportowcy ze Bloku Wschodniego, w tym bardzo mocni gimnastycy radzieccy. Gushiken należał na przełomie lat 70. i 80. do światowej czołówki, zdobył szereg medali na mistrzostwach świata. Najcenniejsze z nich to złoto na poręczach w 1981 oraz w ćwiczeniach na kółkach dwa lata później. Stawał również na podium tej imprezy w wieloboju.

## Starty olimpijskie (medale)
Los Angeles 1984
- wielobój, kółka –  złoto
- skok –  srebro
- drążek, drużyna –  brąz